# Confédération Internationale de Généalogie et d'Héraldique
Confédération Internationale de Généalogie et d'Héraldique, CIGH (Internationella förbundet för genealogi och heraldik) är en internationell organisation med syfte att främja samarbete mellan nationella organisationer inom områdena genealogi och heraldik. Svensk medlem i CIGH är Svenska nationalkommittén för genealogi och heraldik.
Organisationen grundades 1971 i Bryssel, Belgien.